# Pazzis Sureda Montaner
Maria Magdalena de Pazzis Sureda Montaner (Palma, 25 de febrer de 1907 – Gènova 11 de maig de 1939) va ser una escultora i pintora. La seva obra mostra clares tendències expressionistes amb influència oriental.

## Biografia
Pazzis era filla de la pintora Pilar Montaner Maturana i del mecenes Joan Sureda Bimet i tenia una germana bessona, Susanna, a més de dos germans, Jacobo i Pedro, grans amics seus. Els Sureda-Montaner van tenir 14 fills, 3 dels quals no van sobreviure al naixement. De caràcter rebel i curiós, la seva vida i la seva obra van estar marcades per una infància feliç a Mallorca, l'abandó de la seva única filla -obligada per sa mare, en ser fruit d'un estupre- el matrimoni forçat amb Fernando Esteban -funcionari de correus destinat a Osca-, la tuberculosi que va sofrir durant més de la meitat de la seva vida, la Guerra Civil Espanyola i les relacions tumultuoses que finalment la van conduir al suïcidi.
Formada entre 1931 i 1935 en els tallers d'escultura de Tomás Vila, Aurelio Cabrera i Dionisio Pastor, Pazzis Sureda estaria fortament vinculada a les activitats artístiques desenvolupades en Ca's Potecari (Gènova, Mallorca), on es donaven cita pintors i artistes mallorquins i forans, com Jacobo Sureda, Eleanor Sackett, Llorenç Villalonga, Archie Gittes, Cicely Foster, George Copeland, Adolf Fleischmann, Frederick O’Hara, Francisco Biscaí López-Arteaga, Melanie Pflaum, Irving Pflaum, Pedro Sureda, o Jean Georges Cornelius.
La seva relació amb el pintor i litògraf Frederick O’Hara i un viatge que va fer amb ell i el matrimoni format per Archie i Cecily Guittes pel nord d'Àfrica deixarien una intensa empremta en la seva pintura i en les escultures realitzades en els anys que van precedir la Guerra Civil Espanyola. En aquest viatge per Marroc Fred O'Hara li proposà matrimoni i ella acceptà, posant-se d'acord amb el seu marit Fernando per iniciar els tràmits del divorci. Durant la seva curta vida va deixar una obra apassionada i molt dispersa.

## Recreacions
L‘escriptor Albert Vigoleis Thelen va incloure Pazzis a la novel·la Die insel des zweiten Gesichts, considerada com una de les obres mestres del s. XX, on l’autor descriu l'estada a Mallorca entre l’agost de 1931 i l’octubre de 1936. Tota la família Sureda hi apareix i Pazzis és presentada com una artista, com una dona activa, vitalista i decidida. La novel·la, publicada l’any 1953, després de la seva mort, fou escrita de manera coetània als fets que descriu.
La seva vida va inspirar la novel·la Bolero, de Melanie Pflaum, i un sonet del poeta Jaume Pomar.
La docusèrie Desconeguts d'IB3 Televisió li dedicà el tercer episodi, emès l'1 de març de 2017, "Pazzis Sureda, talls d'ombra".